# Thorvald Niss
Thorvald Simeon Niss (1842–1905) est un peintre de paysages danois qui s'est intéressé à la peinture marine après être devenu membre des peintres de Skagen.

## Biographie
Né à Assens, il est le fils de Niels Frederik Niss, peintre en bâtiment, et de sa femme Barbara Kirstine. À dix-huit ans il devint apprenti peintre à Copenhague où il essayait le soir de développer ses talents artistiques. Il suivit à partir de 1861 les cours du soir à l'Académie royale des beaux-arts du Danemark et à partir de 1863 travailla comme décorateur à la fabrique de porcelaine Royale. À la fin des années 1870 il entra en contact avec Otto Bache qui l'invita à travailler dans son studio avec les dernières tendances de la peinture française. Dès le début des années 1880 il devint un artiste moderne de paysage, comparable à Christian Zacho (en) et à Godfred Christensen (en).
Les grandes lignes et les couleurs vives qu'il utilisait pour ses paysages automnaux et hivernaux lui apportèrent une reconnaissance générale. En 1882 son Septemberdag i Jægersborg dyrehave lui rapporta la médaille d'or à Vienne et l'année suivante un paysage hivernal de la forêt de Folehaven fut acheté par le Statens Museum for Kunst, la galerie nationale danoise, lui apportant une renommée encore plus grande. Grâce à une subvention de voyage il alla en 1885 en Italie et en Grèce et en 1889 à Paris. Il alla en 1887 à Skagen où il devint membre de la communauté d'artistes appelée maintenant les peintres de Skagen. Il y peint la mer, adoptant une nouvelle approche dans la peinture marine avec son Morgengry (aube) en 1888 et avec Strandparti. Grenen en 1889. Il partit peindre des scènes marines ailleurs, en particulier en mer Méditerranée. Dans les années 1890 il utilise de plus en plus la gravure pour ses scènes marines, certaines avec des connotations symboliques.
Après avoir souffert plusieurs années de dépression nerveuse, il meurt à Frederiksberg en 1905.

## Galerie

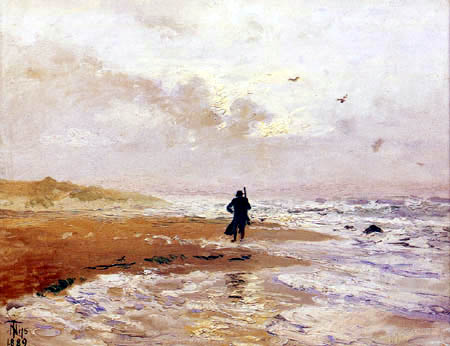
Skagen Strand
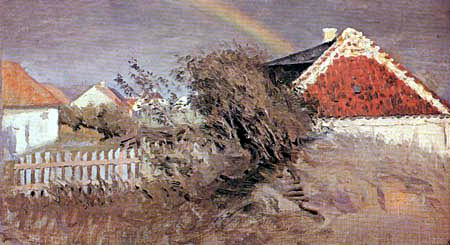
P.S. Krøyers første atelier i Skagen
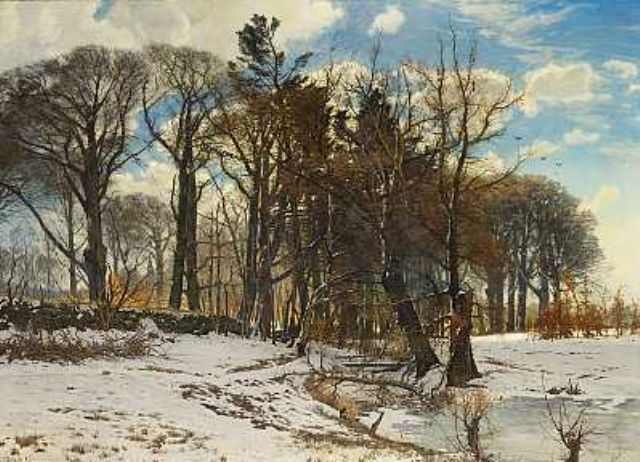
En vinterdag med nogne træer
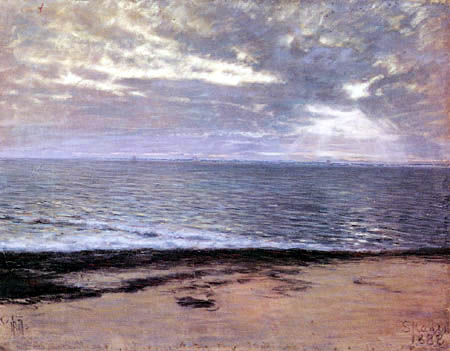
Morgengry